# Austin, Indiana
Austin är en ort i Scott County i delstaten Indiana, USA.